# Me and My Girl
Me and My Girl was een Britse sitcom uitgezonden van 1984 tot 1988 en gemaakt door London Weekend Television in opdracht van ITV. Richard O'Sullivan speelt de rol van weduwnaar Simon Harrap, die voor de uitdaging staat zijn puberende dochter Samantha (Joanne Ridley) alleen op te voeden. Simon runt een reclamebureau genaamd Eyecatchers. In de serie staat de relatie tussen vader en dochter centraal. Verder spelen collega Derek Yates (Tim Brooke-Taylor) en schoonmoeder Nell Cresset (Joan Sanderson) een voorname rol in de serie.

## Rolverdeling
- Richard O'Sullivan - Simon Harrap
- Tim Brooke-Taylor - Derek Yates
- Joan Sanderson - Neil Cresset
- Joanne Ridley - Samantha Harrap
- Leni Harper - Madeleine 'Maddie' Dunnock
- Sandra Clarke - Isobel McClusky
- Joanne Campbell - Liz

## Nederlandse versie
- De KRO zond deze serie in Nederland uit als "Mijn dochter en ik". Onder deze titel verscheen in 1995 ook een Nederlandse variant die door RTL 4 werd uitgezonden. Edwin de Vries en Marleen Scholten speelden hierin de rollen van respectievelijk Simon en Christine; Christine was daarbij de vervangende naam voor Samantha.